# Доб при Шентвиду
Доб при Шентвиду (словен. Dob pri Šentvidu) је насељено место у општини Иванчна Горица, Средњесловенска регија, Словенија.

## Историја
До територијалне реорганизације у Словенији био је у саставу старе општине Гросупље.

## Становништво
У попису становништва из 2011. године, Доб при Шентвиду је имао 188 становника.
| Број становника према пописима | Број становника према пописима | Број становника према пописима |
| ------------------------------ | ------------------------------ | ------------------------------ |
| 1991                           | 2002                           | 2011                           |
| 183                            | 196                            | 188                            |

Напомена: До 1953. исказивано под именом Доб.

## Галерија
- капелица
- капелица
- путарина
- козолци
- струга
- шума